# Chestnut Creek (Rondout Reservoir)
Chestnut Creek – rzeka w stanie Nowy Jork, w hrabstwie Sullivan, uchodząca do Rondout Reservoir. Zarówno długość cieku, jak i powierzchnia zlewni nie zostały oszacowane przez USGS. 
Główne dopływy rzeki to: Scott Brook oraz Red Brook.